# Lamar Hunt U.S. Open Cup 2005
La Lamar Hunt U.S. Open Cup 2005 è stata la novantaduesima edizione della coppa nazionale statunitense. È iniziata il 15 giugno 2005 e si è conclusa il 28 settembre 2005.
Il torneo è stato vinto per la seconda volta dal Los Angeles Galaxy che ha battuto in finale i FC Dallas per 1-0.

## Squadre partecipanti

### MLS
- Chicago Fire
- Chivas USA
- Colorado Rapids
- Columbus Crew
- FC Dallas
- D.C. United
- L.A. Galaxy
- K.C. Wizards
- N.E. Revolution
- MetroStars
- Real Salt Lake
- S.J. Earthquakes

### USL First Division
- Atlanta Silverbacks
- Charleston Battery
- Minnesota Thunder
- Portland Timbers
- Richmond Kickers
- Rochester Rhinos
- Seattle Sounders
- Virginia Beach Mariners

### USL Second Division
- Charlotte Eagles
- Long Island Rough Riders
- Pittsburgh Riverhounds
- Wilmington Hammerheads
- Western Mass Pioneers

### PDL
- Cascade Surge
- Cocoa Expos
- Chicago Fire Premier
- Des Moines Menace
- El Paso Patriots
- Ocean City Barons
- Orange County Blue Star
- Rich. Kickers Future
- Virginia Beach Submarines

### USASA
- AAC Eagles
- Azzurri FC
- Baltimore Colts
- Dallas Roma FC
- Reggae Boyz
- Salinas Valley Samba
- Sonoma County Sol

## Date
| Turno            | Data              |
| ---------------- | ----------------- |
| Primo turno      | 15 giugno 2005    |
| Secondo turno    | 29 giugno 2005    |
| Terzo turno      | 12-13 luglio 2005 |
| Quarto turno     | 3 agosto 2005     |
| Quarti di finale | 24 agosto 2005    |
| Semifinali       | 14 settembre 2005 |
| Finale           | 28 settembre 2005 |

## Secondo Turno
| Squadra 1                | Risultato | Squadra 2               |
| ------------------------ | --------- | ----------------------- |
| Charleston Battery       | 2 - 3     | Des Moines Menaca       |
| Charlotte Eagles         | 4 - 1     | El Paso Patriots        |
| Long Island Rough Riders | 0 - 4     | Ocean City Barons       |
| Dallas Roma FC           | 0 - 5     | Wilmington Hammerheads  |
| Rich. Kickers Future     | 0 - 3     | Virginia Beach Mariners |
| Reggae Boyz              | 0 - 5     | Western Mass Pioneers   |
| Chicago Premier          | 1 - 2     | Minnesota Thunder       |
| Salinas Valley Samba     | 1 - 3     | Seattle Sounders        |

## Terzo Turno
| Squadra 1               | Risultato   | Squadra 2             |
| ----------------------- | ----------- | --------------------- |
| Seattle Sounders        | 0 - 2       | Portland Timbers      |
| Chivas USA              | 3 - 2 (dts) | Charlotte Eagles      |
| Des Moines Menace       | 5 - 1       | Atlanta Silverbacks   |
| Real Salt Lake          | 4 - 6 (dts) | Minnesota Thunder     |
| Ocean City Barons       | 4 - 8       | Richmond Kickers      |
| Wilmington Hammerheads  | 1 - 3 (dts) | FC Dallas             |
| Virginia Beach Mariners | 1 - 2       | Rochester Rhinos      |
| Chicago Fire            | 3 - 1       | Western Mass Pioneers |

## Quarto Turno
| Squadra 1         | Risultato   | Squadra 2         |
| ----------------- | ----------- | ----------------- |
| S.J. Earthquakes  | 3 - 1       | Portland Timbers  |
| Chivas USA        | 2 - 5       | L.A. Galaxy       |
| Des Moines Menace | 1 - 6       | K.C. Wizards      |
| Colorado Rapids   | 1 - 4       | Minnesota Thunder |
| D.C. United       | 3 - 1       | Richmond Kickers  |
| FC Dallas         | 3 - 1 (dts) | Columbus Crew     |
| MetroStars        | 1 - 3       | Rochester Rhinos  |
| Chicago Fire      | 3 - 2 (dts) | N.E. Revolution   |

## Quarti di finale
| Squadra 1         | Risultato       | Squadra 2        |
| ----------------- | --------------- | ---------------- |
| L.A. Galaxy       | 2 - 1           | S.J. Earthquakes |
| Minnesota Thunder | 3 - 1           | K.C. Wizards     |
| FC Dallas         | 1 - 1 (4-1 dtr) | D.C. United      |
| Chicago Fire      | 1 - 1 (5-4 dtr) | Rochester Rhinos |

## Semifinali
| Squadra 1         | Risultato | Squadra 2   |
| ----------------- | --------- | ----------- |
| Minnesota Thunder | 2 - 5     | L.A. Galaxy |
| Chicago Fire      | 0 - 1     | FC Dallas   |

## Finale
| Arbitro: | Alex Prus |

|  |           |          |
|  | Marcatori | 5’ Gomez |